# BK Brno
El Basketbalový Klub Žabiny Brno es un club de baloncesto femenino checo. Viste de blanco y verde, y juega en la Liga checa, en la Hala Rosnička de Brno, en el barrio de Žabovřesky.
Fue fundado en 1993, y pronto se convirtió en el mejor equipo del país, con 14 ligas desde 1996. Entre 2005 y 2008 ganó la Euroliga y jugó otras dos finales.

## Títulos
- 1 Euroliga: 2006. (Subcampeón en 2005 y 2008)
  - Final 2005: Perdió 69-66 contra el Volgaburmash Samara en Samara
  - Final 2006: Ganó 68-54 al Volgaburmash Samara en Brno
  - Final 2008: Perdió 75-60 contra el Spartak Región de Moscú en Brno
- 14 Ligas: 1996, 1997, 1998, 1999, 2000, 2001, 2002, 2003, 2004, 2005, 2006, 2007, 2008, 2010

## Plantilla 2013-14
- Bases:  Ashley Key (1,80), Veronika Vlková (1,75)
- Escoltas:  Ivana Jalcová (1,83), Renata Zrustová (1,79)
- Aleras: Barbora Kaspárková (1,85)
- Ala-pívots: Alena Hanusová (1,91), Tereza Pecková (1,87), Klara Krivánková (1,83)
- Pívots:  Anna Jurcenková (1,95),  Danielle Hamilton (1,92), Aneta Mainclová (1,92)